# Daniel Börtz
Daniel Börtz   (Hässleholm church parish, 8 d'agost de 1943) és un compositor suec.
Entre altres coses, ha escrit diverses òperes i una obra per encàrrec anomenada Strindbergssvit. Va ser alumne de Rosenberg, Blomdahl i Lidholm. En les obres orquestrals més grans, principalment les onze simfonies (1973-2006), combina una actitud èpica similar a la de Bruckner i un llenguatge tonal contemporani sovint estrictament estructurat.
Börtz també ha escrit diversos concerts per a instruments solistes i orquestra. Un altre grup de treball són els monòlegs 1-11 (1965–84) purament solistes. La seva orientació literària és evident en la seva obra més gran dels anys seixanta: les cantates de la trilogia de Kafka (1966-69).
Daniel Börtz ha donat el to a la tragèdia d'Eurípides Backanterna (1990) tenint en compte la veu de Sylvia Lindenstrand per al paper de Dionís. Amb els Backants va arribar un èxit tan esperat per a la Royal Opera. A partir d'la Scala, la Òpera de París, i l'Exposició Universal de Sevilla va arribar preguntes sobre actuacions de convidats, així com de l'òpera a Praga, la Òpera de Houston, a Texas, i des de Grècia. Va ser una invitació aduladora, però costosa, per al director d'òpera Eskil Hemberg, perquè els artistes escollits a mà per Ingmar Bergman no eren a la nòmina de l'òpera.
Entre les seves composicions posteriors cal esmentar en particular els concerts de flauta de bec A Joker's Stories (2000) i el gran oratori El seu nom era Orestes (2001-02), basat en Orestien, Pipes and Bells (2002) d'Ésquil i el seu concert per a piano Sånger (2004) i les òperes Marie Antoinette (1997), Svall (2003), Magnus Gabriel (2006) i Goya (2008). L'òpera Goya amb llibret de Magnus Florin es va estrenar el 26 de setembre de 2009 a l'Òpera de Göteborg.
L'òpera Medea, després de l'obra homònima, es va estrenar el 23 de gener de 2016 a la Royal Opera d'Estocolm. El director va ser Stefan Larsson i el director d'orquestra Patrik Ringborg.

## Honors i premis
- 1970 - Premi Lesser Christ Johnson per Veus, primera part de la Catrilogia Kafka
- 1987 - Gran Premi Christ Johnson
- 1989 - Membre núm. 868 de la Reial Acadèmia de Música
- 1995 - Litteris et Artibus
- 1992 : premi de cultura de Sydsvenska Dagbladet
- 1996 - Premi Rosenberg
- 2005 - Medalla per a la promoció de les arts escèniques
- 2011 - Premi Ingvar[7]
- 2014 - Premi dels editors de música, " Premi de música artística de l'any, conjunt/òpera més gran"
- 2016 : beca de compositor de cor de la "Music Association" a Estocolm